# ジャン＝ブノワ・ボス

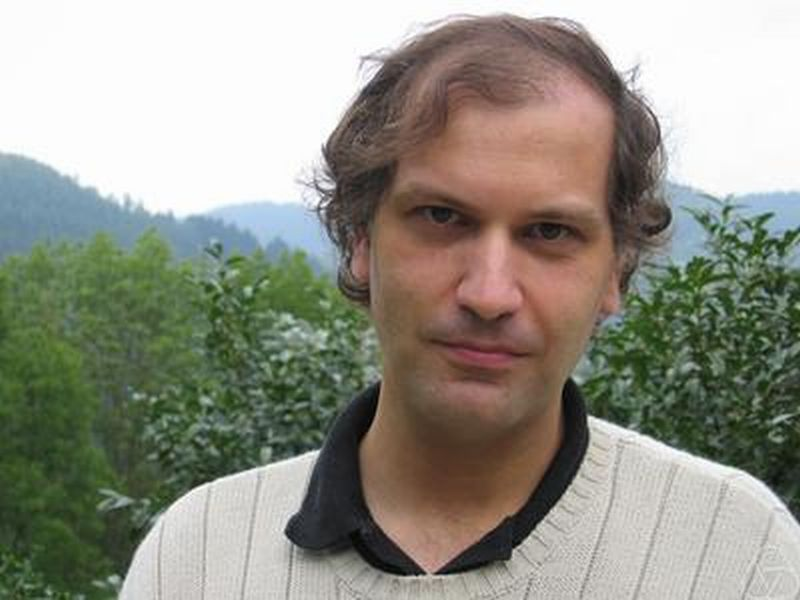
ジャン＝ブノワ・ボス

ジャン＝ブノワ・ボス（フランス語: Jean-Benoît Bost、1961年1月27日 - ）は、フランスの数学者。

## 人物
1979年から1983年まで、エコール・ノルマル・スプリエに通った。アラン・コンヌの指導を受け、1984年から4年間Ph.Dコースを受けた。1988年から1998年まで、講師の職を得てCNRSで所長を務めた。1998年、Paris-sud Orsayで教授職を得た。
アラン・コンヌの指導下、非可換幾何学を専攻した。幾何的代数や、幾何的算術の優秀な理論を作った。

## 代表論文
- Courbes semi-stables et groupe fondamental en geometrie algebrique.
- Introduction to compact Riemann Surface, Jacobians and Abelian Varieties.